# Гладилин, Анатолий Тихонович
Анато́лий Ти́хонович Глади́лин (21 августа 1935, Москва — 24 октября 2018, Шатийон, О-де-Сен) — русский писатель, диссидент. С 1976 года жил в Париже.

## Биография
Родился в семье юриста Тихона Илларионовича Гладилина (1899—1961), участника Гражданской войны, выпускника юридического факультета МГУ (1926), который в это время был сотрудником Наркомата резиновой промышленности, а после войны — народным судьёй. Мать — врач Полина Моисеевна Дрейцер (с 1950 года Гладилина, 1896—1975), уроженка Гродно. В семье росла старшая сестра Галина (от первого брака матери) и в 1940 году родился младший брат Валерий.
Работал электромехаником во Всесоюзном НИИ Министерства станкостроения.
В 1954—1958 годах учился в Литературном институте им. А. М. Горького.
Его «Хроника времён Виктора Подгурского», опубликованная в журнале «Юность» в конце 1956 года, имела большой резонанс. Писателю было всего 20 лет, и уже это смотрелось непривычно для того времени. Повесть написана в жанре «исповедальной прозы» и рассматривает тему беспокойства и внутреннего одиночества живого и искреннего человека в мире регламентированных ценностей.
По собственным словам, ушёл из Литературного института, не закончив его, и не знал, что делать дальше. Но неожиданно получил приглашение от редакции «Московского комсомольца» на должность заведующего отделом литературы и искусства.
Позже работал редактором на киностудии им. М. Горького.
В 60-х годах Гладилин считался талантливым и перспективным молодым советским писателем. В 1964 году принял участие в написании коллективного детективного романа «Смеётся тот, кто смеётся», опубликованного в газете «Неделя».
Гладилин открыто выступил против суда над А. Синявским и Ю. Даниэлем.
Повесть «Прогноз на завтра», написанная в 1972 году, была опубликована лишь в эмигрантском издательстве «Посев».
В 1976 году Анатолий Гладилин был вынужден с женой и дочерью по израильской визе эмигрировать из СССР. С тех пор жил в Париже, работал на радио «Свобода» и «Немецкая волна».
Застрелился 24 октября 2018 года в Шатийоне. Похоронен в Кламаре.

## Семья
- Жена (с 1955 года) — выпускница МГТУ Мария Яковлевна Тайц, дочь детского писателя Якова Моисеевича Тайца, внучка еврейского писателя Мойше Тайча.
  - Дочь — Алла.
- Внебрачная дочь — Елизавета (род. 1979).
- Старшая сестра (от первого брака матери с военачальником времён гражданской войны, комдивом 10-й и 27-й стрелковых дивизий Е. А. Дрейцером) — Галина Ефимовна Дрейцер (1918—2021)[12].
- Брат — Валерий Тихонович Гладилин (род. 1940), был с 1962 года женат на пианистке и музыкальном педагоге Елене Вильгельмовне Гладилиной; их сын — доктор филологических наук Никита Гладилин.

## Произведения Анатолия Гладилина
- Хроника времён Виктора Подгурского (1956). — М.: Советский писатель, 1958. — 136 с.
- Бригантина поднимает паруса (История одного неудачника). — М.: Советский писатель, 1959. — 164 с.
- Дым в глаза. Повесть о честолюбии (1959). — Журнал «Юность», 1959, № 12, с. 29-59.
- Песни золотого прииска (1960). — Журнал «Молодая гвардия», 1960, № 6, с.106-141.
- Хроника времён Виктора Подгурского. Бригантина поднимает паруса. — М.: Советский писатель, 1962 (1961). — 208 с.
- Вечная командировка. — М.: Советский писатель, 1962. — 148 с.
- Идущий впереди. — М.: Молодая гвардия, 1962. — 240 с.
- Смеётся тот, кто смеётся (коллективный роман, 1964), глава 2. — М., еженедельник «Неделя», 1964, № 19 (3—9 мая 1964).
- Первый день нового года. — М.: Советский писатель, 1965. — 184 с.
- История одной компании (роман, 1965). — Журнал «Юность», 1965, № 9 (с.3-28), № 10 (с.8-41).
- Тигр переходит улицу (рассказ, 1965). — Журнал «Континент», Париж, 1976, № 7, с.5–23.
- Евангелие от Робеспьера. — М.: Политиздат, 1970. — 320 с.
- Прогноз на завтра. — Frankfurt/Main: Possev-Verlag, 1972. — 190 с.
- Сны Шлиссельбургской крепости (повесть об Ипполите Мышкине). — М.: Политиздат, 1974. — 336 с.
- Два года до весны (роман «История одной компании» (1965), рассказы). — М.: Советский писатель, 1975. — 272 с.
- Секрет Жени Сидорова. — М.: Детская литература, 1975. — 192 с.
- Репетиция в пятницу (авторский сборник). — Париж, Третья волна, 1978 г. — 160 с.
- The Making and Unmaking of a Soviet Writer. — New York: Ann Arbor, 1979 (книга о советской литературе 60-х годов, опубликованная только на английском).
- Парижская ярмарка. — Paris - Tel-Aviv: Effect Publishing, 1980. — 208 c.
- Большой беговой день. — New York: Аnn Аrbor, 1983.
- ФССР (Французская Советская Социалистическая республика). Обложка В. Бахчаняна. — New York: New York Effect, 1985. — 160 с.
- Меня убил скотина Пелл. — М.: Exlibris, 1991. —— М.: АСТ, Олимп, 2001. — 320 с. ISBN 5-17-005326-6, ISBN 978-5-170-05326-1.
- Беспокойник. — М: МП Независимый альманах «Конец века», 1992. — 288 с.
- Тень всадника. — М.: Олимп, Астрель, АСТ, 2000. — 560 с.
- Большой беговой день. ФССР. - М.: Вагриус, 2001. — 336 с.
- Прогноз на завтра (сборник, включает также повести «Репетиция в пятницу», «Беспокойник» и рассказы). — М.: АСТ, Олимп, 2001. — 432 с. ISBN 5-17-005325-8, ISBN 978-5-170-05325-4.
- Улица генералов. — М.: Вагриус, 2008. — 320 с.
- Жулики, добро пожаловать в Париж! (2007)[13] — М.: РИПОЛ классик, 2010. — 496 с.
- Смеётся тот, кто смеётся (коллективный роман), глава 2 (стр. 22-30). — М.: Эксмо, 2010. — 160 с. — ISBN 978-5-699-21156-2.
- Меч Тамерлана (2005) — М.: РИПОЛ классик, 2010. — 448 с.
- Тигрушка. — М.: РИПОЛ классик, 2015. — 320 с.
- Репетиция в пятницу (1974—1975). — М.: Эксмо, 2018. — 416 с. — ISBN 978-5-04-096215-0.

## Награды
- Медаль Пушкина (15 ноября 2012 года, Россия) — за большой вклад в развитие культурных связей с Российской Федерацией, сохранение русского языка и культуры за рубежом[14].